# Polycarpa kornogi
Polycarpa kornogi is een zakpijpensoort uit de familie van de Styelidae. De wetenschappelijke naam van de soort is voor het eerst geldig gepubliceerd in 1966 door Glémarec & Monniot C..